# Curación de un enfermo de hidropesía

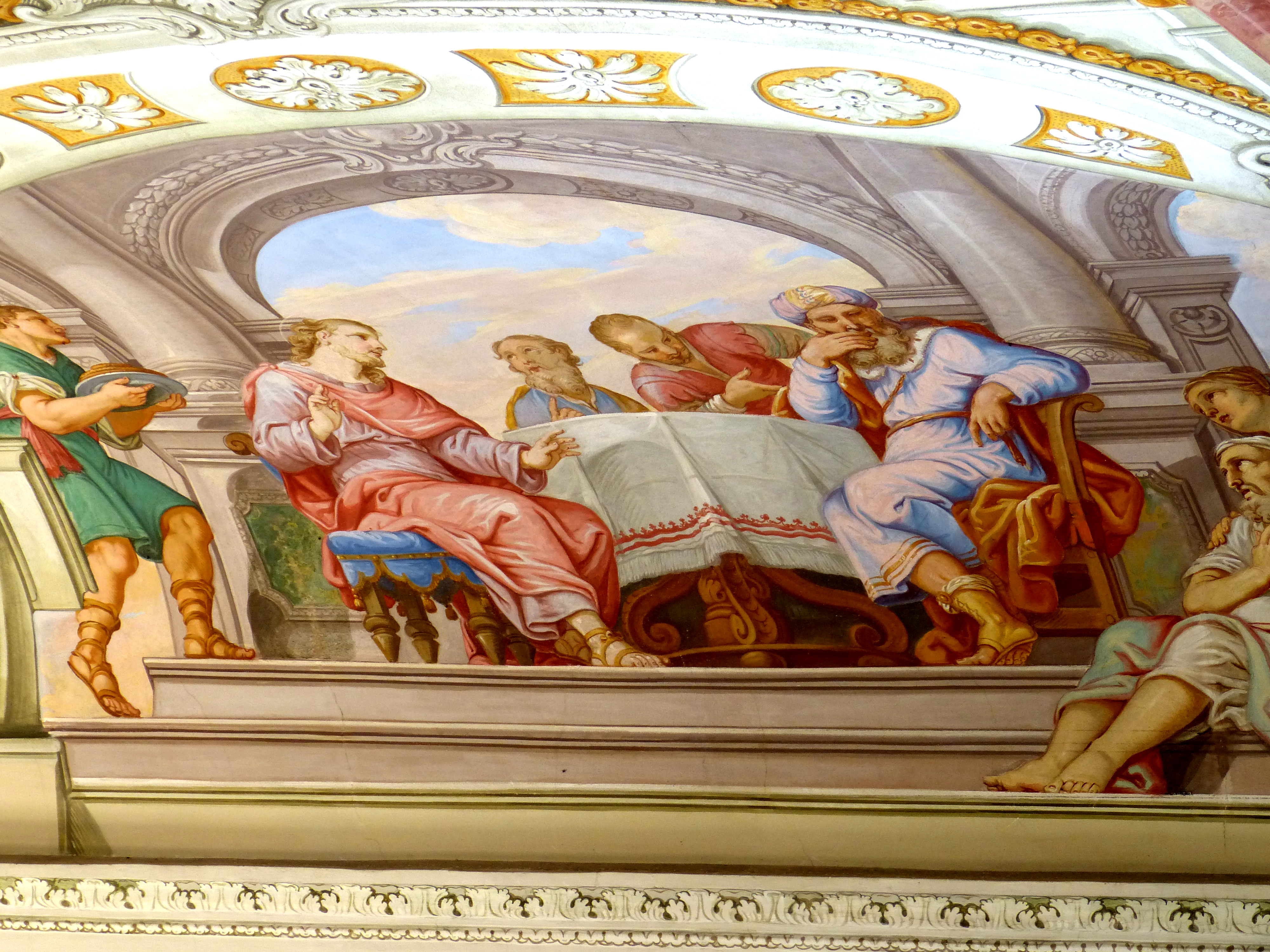
Fresco de Balthasar Augustin Albrecht muestra a Jesús curando a un hombre con hidropesía. Abadía de Herrenchiemsee, 1715

La curación de un enfermo de hidropesía es uno de los milagros que se dice que realizó Jesús de Nazaret como se relata en el Evangelio de Lucas [Lucas 14: 1–7], parte del canon bíblico cristiano. La historia no se cuenta en los otros Evangelios.

## Texto bíblico
Según  san Lucas(14: 1-7):

Un sábado, entró él a comer en casa de uno de los principales fariseos y ellos le estaban observando. Y resultó que delante de él había un hombre  hidrópico. Y tomando la palabra, les dijo Jesús a los doctores de la Ley y a los fariseos: —¿Es lícito curar en sábado o no?' Pero ellos callaron. Y tomándolo, lo curó y lo despidió. Y les dijo: —¿Quién de vosotros, si se le cae al pozo un hijo o un buey, no lo saca enseguida un día de sábado? Y no pudieron responderle a esto.

## Interpretación de la Iglesia católica
Parece que el relato es el de una escena preparada por los fariseos que invitan a Jesús, lo sitúan frente a aquel hidrópico y observan. En tiempos de Jesús la hidropesía —enfermedad caracterizada por la acumulación de líquido claro en los tejidos o cavidades del cuerpo— era considerada una dolencia que se adquiría a causa de haber cometido algún pecado, por lo que no era lícito curarla en sábado. La argumentación del Señor revela también cómo entiende su misión a los hombres: lo mismo que un hombre no deja de salvar a su hijo o su buey en sábado, Él cura a aquel hombre porque hace suyas nuestras necesidades. La actitud de Cristo contrasta con la de los fariseos en el punto crucial de la comprensión del valor de la vida humana y la dignidad de cada persona. La curación de carácter totalmente milagroso demuestra el lugar central del ser humano en la obra del Redentor.
Esta actitud contrasta con el fanatismo de aquellos hombres. El fanatismo siempre es nocivo. Con frecuencia lleva a la obcecación, a negar, como en este caso, los principios elementales de caridad y de justicia, e incluso de mero humanitarismo. Fanáticos no se puede ser de nada. Ni aun de lo más sagrado. Por eso el Concilio Vaticano II declaró que en materia religiosa, ni se obligue a nadie a obrar contra su conciencia, ni se le impida que actúe conforme a ella en privado y en público, solo o asociado con otros, dentro de los límites debidos. Declara, además, que el derecho a la libertad religiosa está realmente fundado en la dignidad misma de la persona humana, tal como se la conoce por la palabra revelada de Dios y por la misma razón natural